# Burceak-Mîhailivka, Stanîcino-Luhanske
Burceak-Mîhailivka (în ucraineană Бурчак-Михайлівка) este un sat în comuna Mîkolaiivka din raionul Stanîcino-Luhanske, regiunea Luhansk, Ucraina.

## Demografie
Componența lingvistică a localității Burceak-Mîhailivka
     Rusă (81,82%)
     Ucraineană (18,18%)
Conform recensământului din 2001, majoritatea populației localității Burceak-Mîhailivka era vorbitoare de rusă (81,82%), existând în minoritate și vorbitori de ucraineană (18,18%).